# 1940

## Події
- 9 березня — Італійський наступ виявився безуспішним проти греків на албанському фронті.
- 12 березня — Війна між СРСР та Фінляндією закінчена. Карелія входить до складу СРСР.
- 13 березня — Фінляндія підписала мирний договір з СРСР.
- 24 березня  — вибори депутатів до Верховних органів державної влади Радянського Союзу і Радянської України на Західних землях України.
- 25 березня — Югославський принц Павел підписав угоду про взаємодопомогу з Італією та Німеччиною.
- 27 березня — Югославський принц Павел був скинутий за допомогою анти-фашистського воєнного перевороту.
- 9 квітня — Німеччина розпочала військову операцію з окупації Данії та Норвегії.
- 10 травня — Війська Вермахту розпочали наступ на Західному фронті на Бельгію, Голландію та Люксембурґ.
- 14 травня — Нідерланди капітулювали у Другій Світовій війні.
- 15 червня — 6 серпня — окупація Балтійських держав Червоною армією і анексія їх СРСР.
- 28 червня — 3 липня — військова операція Червоної армії з метою примусової передачі Румунією Бессарабії та Північної Буковини до складу СРСР.
- 12 та 13 листопада — державний візит до Берліна Голови Раднаркому, Наркома закордонних справ СРСР, члена політбюро ЦК ВКП(б) В'ячеслава Молотова для перемовин з керівництвом Німеччини із зовнішньополітичних питань.
- 15 листопада — Німецька авіація збомбувала місто Ковентрі в Великій Британії. Бомбування тривало 10 годин, в ньому взяло участь понад 500 літаків.

## Народились
Дивись також Категорія:Народились 1940
- 1 лютого — Антонович Валерій Павлович, український хімік-аналітик, доктор хімічних наук (1986), професор (1989).
- 19 лютого — Ніязов Сапармурат Атаєвич, президент Туркменістану (1995–2006, пом. 2006).
- 19 лютого — Смокі Робінсон, американський співак, композитор.
- 23 лютого — Пітер Фонда, американський кінорежисер, актор.
- 1 березня — Йожеф Йожефович Сабо, український футболіст, тренер.
- 10 березня — Чак Норріс, американський спортсмен, кіноактор.
- 12 березня — Григорій Ізраїлевич Горін, російський письменник, драматург, сценарист.
- 14 березня — Шовкун Віктор Йосипович перекладач, письменник, літературний редактор.
- 16 березня — Бернардо Бертолуччі, італійський поет, драматург, кінорежисер.
- 13 квітня — Владимир Косма, французький композитор.
- 16 квітня — Маргрете II, королева Данії (з 1972 р.).
- 18 квітня — Васильєв Володимир Вікторович, російський танцівник, балетмейстер.
- 25 квітня — Михайло Іванович Кононов, російський кіноактор.
- 25 квітня — Аль Пачіно, американський актор.
- 30 квітня — Берт Янг, американський актор.
- 5 травня — Ленс Хенріксен, актор.
- 5 травня — Ліон Ізмайлов, російський письменник-сатирик.
- 8 травня — Пітер Бенчлі, американський письменник.
- 15 травня — Свєтлична Світлана Опанасівна, російська кіноакторка.
- 15 травня — Мірей Дарк, французька кіноакторка.
- 20 травня — Стен Микита, канадський хокеїст.
- 24 травня — Бродський Йосип Олександрович, російський поет.
- 2 червня — Констянтин II, останній грецький король.
- 7 червня — Том Джонс, британський співак.
- 13 червня — Гойко Мітіч, югославський актор.
- 20 червня — Джон Махоні, актор.
- 22 червня — Аббас Кіаростамі, іранський кінорежисер, сценарист і продюсер.
- 23 червня — Стюарт Саткліфф, перший бас-гітарист у складі «The Beatles» (до 1961 р.).
- 25 червня — Клінт Уорвік, бас-гітарист гурту «The Moody Blues».
- 27 червня — Хмельницький Борис Олексійович, актор театру і кіно.
- 2 липня — Георгій Іванов, перший болгарський космонавт.
- 6 липня — Нурсултан Назарбаєв, перший секретар Компартії Казахстану (1986–1990), президент Казахстану (з 1990 р.).
- 7 липня — Рінго Старр, рок-музикант («The Beatles»), співак.
- 9 липня — Браян Деннегі, актор.
- 13 липня — Патрік Стюарт, британський актор.
- 13 липня — Сокульський Іван Григорович, український поет, правозахисник, громадський діяч (помер 22 червня1992).
- 13 липня — Джунь Йосип Володимирович, доктор фіз. — мат. наук
- 27 липня — Піна Бауш, німецький хореограф.
- 3 серпня — Мартін Шин, американський актор.
- 6 серпня — Онишко Анатолій Васильович, український перекладач, поет, член Національної спілки письменників України.
- 8 серпня — Паул Буткевич, латвійський кіноактор.
- 10 серпня — Смехов Веніамін Борисович, російський актор.
- 16 серпня — Брюс Бересфорд, американський кінорежисер.
- 25 серпня — Микола Жулинський, український політик, державний діяч.
- 29 серпня — Гарі Габелич, американський автогонщик.
- 5 вересня — Ракель Велч, американська кіноакторка.
- 6 вересня — Юозас Будрайтіс, литовський актор.
- 11 вересня — Брайан Де Пальма, американський кінорежисер.
- 22 вересня — Анна Каріна, французька акторка.
- 6 жовтня — Павлов Віктор Павлович, російський актор.
- 6 жовтня — Юозас Будрайтіс, литовський актор.
- 9 жовтня — Джон Леннон, англійський рок-музикант, композитор, співзасновник «The Beatles».
- 9 жовтня — Носик Валерій Бенедиктович, російський кіноактор.
- 14 жовтня — Лесь Сердюк, український актор театру та кіно, Народний артист України.
- 14 жовтня — Кліфф Річард, англійський поп-співак.
- 21 жовтня — Манфред Менн, південноафриканський співак, музикант.
- 23 жовтня — Пеле, бразильський футболіст.
- 13 листопада — Скрипник Ігор Володимирович, український математик, автор праць з питань нелінійного аналізу і диференціальних рівнянь, засновник донецької математичної школи, провідний фахівець у світі в галузі усереднення нелінійних еліптичних і параболічних рівнянь.
- 27 листопада — Брюс Лі, американський кіноактор, сценарист, режисер, продюсер.
- 21 грудня — Френк Заппа, американський музикант, композитор, співак.

## Померли
Дивись також Категорія:Померли 1940
- 2 лютого — розстріляний Всеволод Мейерхольд, російський і радянський театральний режисер, актор, педагог, реформатор театру
- 10 березня — Булгаков Михайло Опанасович, російський і український письменник.
- 15 липня — Вадлов Роберт Першинг — найвища відома особа на світі (*1918).
- Бабель Ісак Еммануїлович, російський радянський письменник (*1894).
- Барвінський Віктор Олександрович, український радянський історик-архівіст (*1885)
- Бахтін Микола Миколайович
- Бачинський Юліан
- Бонч-Бруєвич Михайло Олександрович
- Бреггер Вольдемар Крістофер
- Бубнов Андрій Сергійович
- Веґнер Карл Теодорович
- Водяний Яків Михайлович
- Газенклевер Вальтер
- Галкин Олексій
- Грегоріо Агліпай
- Жаботинський Володимир Євгенович
- Зелінський Віктор Петрович
- Калінін Костянтин Олексійович
- Кошкін Михайло Ілліч
- Волтер Крайслер, американський підприємець, засновник корпорації «Крайслер» (*1875).
- Лозина-Лозинський Костянтин Степанович
- Мирон Іван
- Назарук Осип
- Нижанківський Нестор Остапович
- Нікольський Петро Васильович
- Панас Саксаганський
- Петрусенко Оксана Андріївна, співачка (лірико-драм. сопрано), народна артистка УРСР (з 1939; *1900).
- Петрушевич Євген, президент ЗУНР (*1863).
- Пилипчук Пилип
- Розов Володимир Олексійович
- Русова Софія Федорівна
- Смекалін Василь Григорович
- Танеда Сантока
- Томсон Джозеф Джон
- Троцький Лев Давидович, російський революціонер, керівник більшовицької революції, нарком іноземних справ (*1879).
- Успенський Олександр Іванович
- Швець Федір Петрович
- Шліхтер Олександр Григорович
- Шокальський Юлій Михайлович
- Яворницький Дмитро Іванович, історик (*1855).
- Ґолдман Емма

## Нобелівська премія
Премію не присуджували